# Bismarckturm (Osterode)

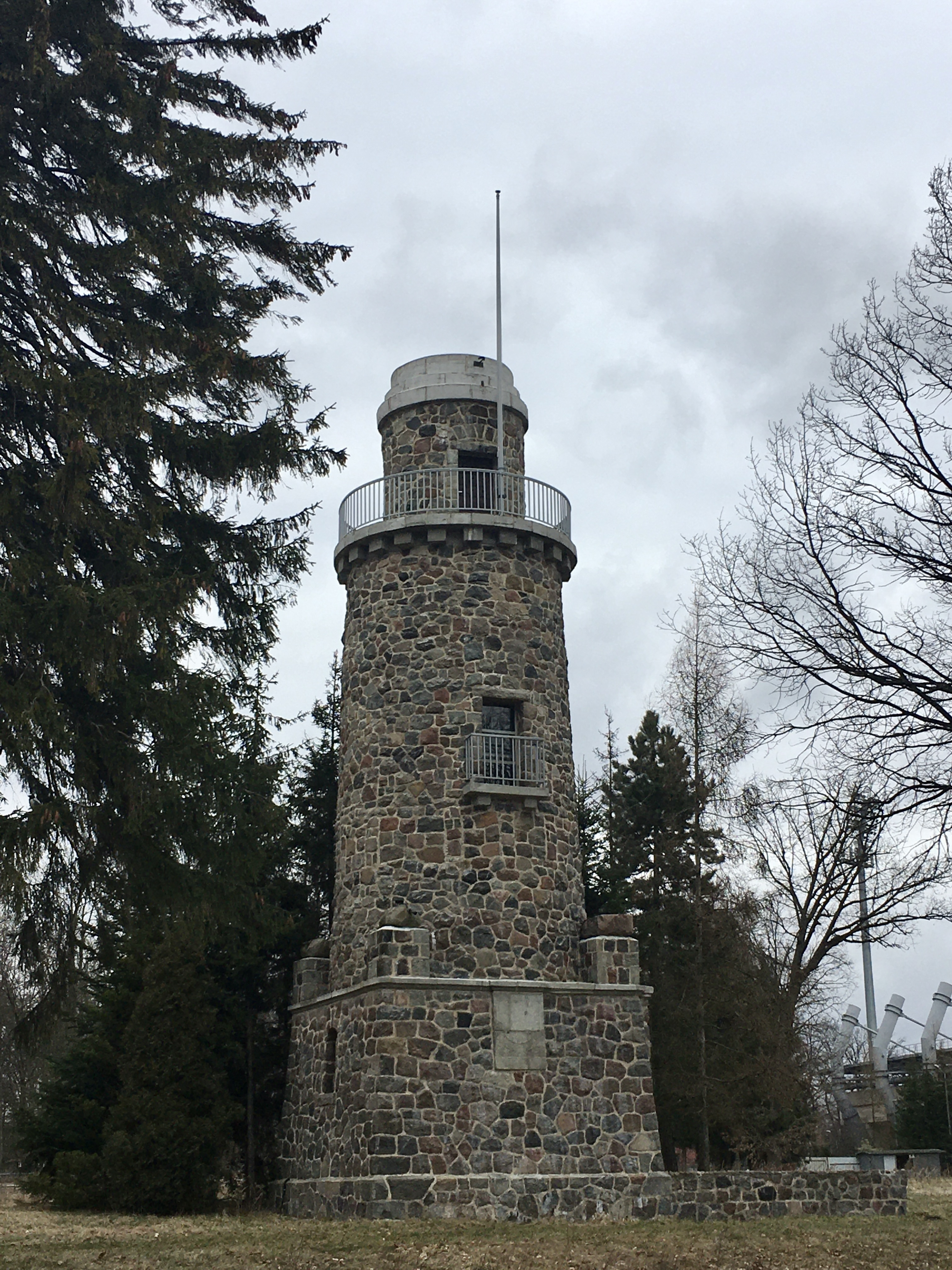
Bismarckturm Osterode

Der Bismarckturm Osterode ist ein Bismarckturm im polnischen Ostróda (früher Osterode). 

## Geschichte
Der Turm wurde von 1901 bis 1902 nach den Plänen des Osteroder Baurats Gruhl erbaut. Er war damit der erste Bismarckturm in Ostpreußen. Der bis heute erhaltene Turm ist 21 m hoch und aus unbehauenen Granitblöcken errichtet. Auf einem viereckigen Sockel ist ein dreigeschossiger Rundturm aufgesetzt. Im Süden wurde eine arkadenartige Eingangshalle mit einer Plattform angebaut, durch die man in das Untergeschoss des Turmes und von dort in die oberen Geschosse gelangte. Diese Halle wurde bei Umbauten zwischen 1923 und 1925 komplett entfernt und an ihrer Stelle eine Pergola errichtet. Das Dach dieser Halle war vom ersten Stock des Turms aus zugänglich, ebenso wie die zwei Balkone im zweiten Stock. Ganz oben befand sich die Feuervorrichtung des Turms. 
An der Seeseite des Turms war ein bronzenes Bismarck-Relief angebracht, das wohl schon kurz nach 1945 entfernt wurde. Bei den Umbauten zwischen 1923 und 1925 wurden die Balkone entfernt und die Feuerschale sowie der Turmkopf stark verändert, indem ein runder Sockel aufgebaut wurde. 
Der Turm wurde 1993 saniert, an Stelle der Pergola legte man eine Terrasse an. Seit 1989 ist der Turm wieder öffentlich zugänglich. Turm und Gaststätte sind in der Hauptsaison geöffnet.